# Tor Heiestad
Tor Heiestad, född 13 januari 1962 i Oslo, är en före detta norsk skytt. Han vann OS-guld i grenen viltmål 50 meter vid sommar-OS 1988 i Seoul. Det var sista gången detta var en OS-gren.
Han blev europamästare i running target 1990 och kom trea 1988, 1989 tog han EM-silver i 50 meter viltmål. Han har också vunnit sex nordiska mästerskap och runt 80 individuella norska mästerskapstitlar.
Han blev tilldelad Aftenpostens guldmedalj och Fearnleys olympiske ærespris 1988.